# Jockey Club de Hong Kong
El Jockey Club d'Hong Kong (HKJC) (en xinès: 香港賽馬會) és una de les institucions més antigues de Hong Kong, el club va ser fundat en 1884, amb l'objectiu de promoure les curses de cavalls. El 1959, es va reconèixer com a institució reial i canviar el seu nom per Royal Hong Kong Jockey Club (en xinès: 英皇御准香港賽馬會).
El 1997, el nom de la institució va ser canviat novament, a causa de la devolució de la sobirania de Hong Kong a la República Popular de la Xina. El club administra els hipòdroms de Sha Tin i Happy Valley. El club és una organització sense ànim de lucre (OSAL), que ofereix entreteniment en curses de cavalls, esports i apostes a Hong Kong. El club té un monopoli, atorgat pel Govern de Hong Kong, per apostar en les curses de cavalls, la loteria Mark Six i apostes de quotes fixes en esdeveniments de futbol a l'estranger. L'organització és el major contribuent de Hong Kong, així com el benefactor més gran de la comunitat Hong Kong. El Hong Kong Jockey Club Charities Trust va donar un rècord de 3.600 milions de dòlars de Hong Kong el 2014, per donar suport a les diferents necessitats de la societat i contribuir al progrés de Hong Kong. El club també identifica, finança i desenvolupa activament projectes, que anticipen i aborden els problemes socials, i les necessitats més urgents de la regió administrativa especial de Hong Kong. El Hong Kong Jockey Club també ofereix les seves instal·lacions per dur a terme diverses activitats socials, esportives i recreatives, als seus aproximadament 23.000 membres. El club és el contribuent individual més gran de Hong Kong, i un dels principals creadors de llocs de treball de la ciutat. El Charities Trust és també un dels 10 principals donants de caritat del Món.

## Galeria d'imatges

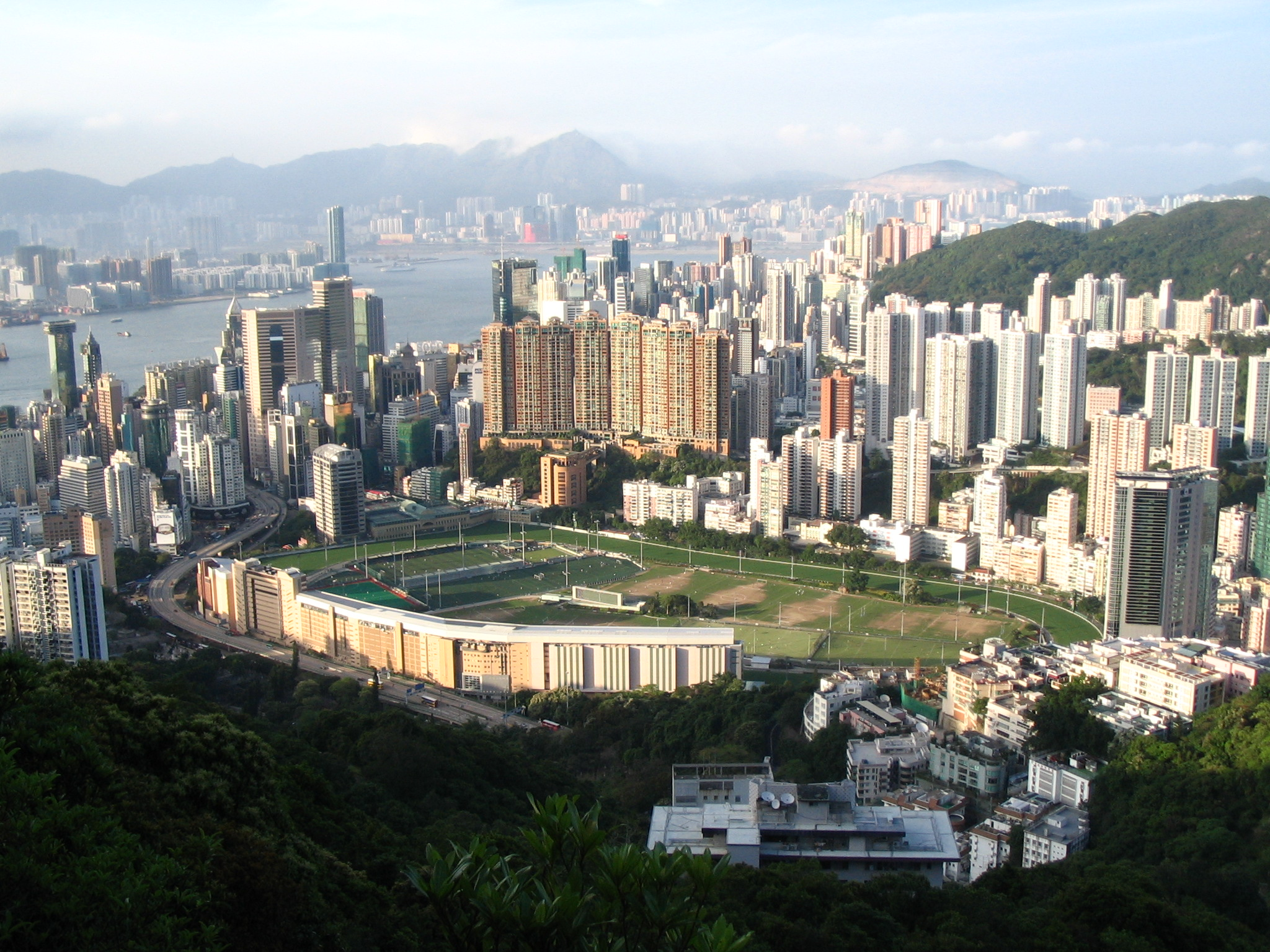
Hipòdrom de Happy Valley.

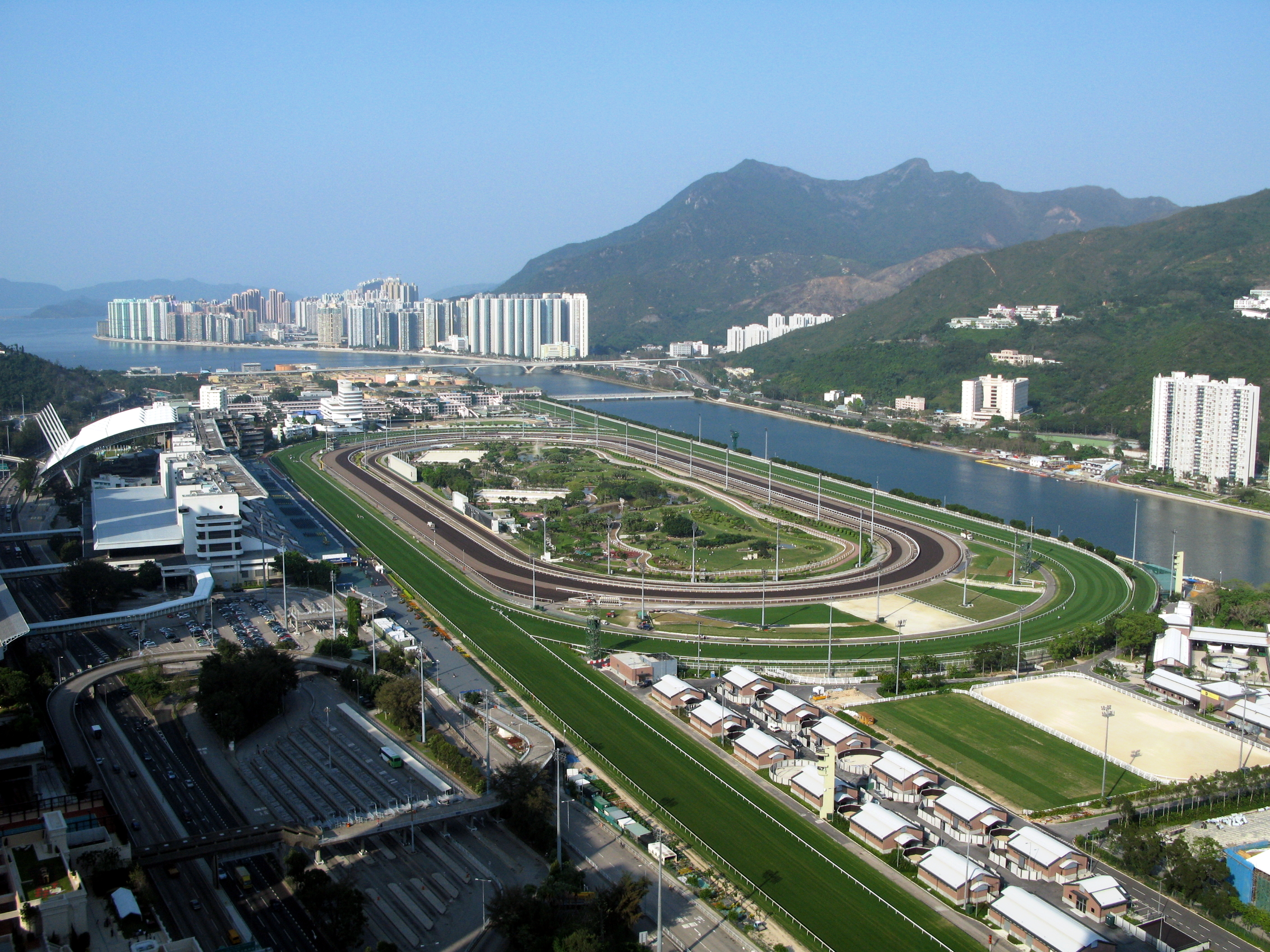
Hipòdrom de Sha Tin.